# Swarzędz (gmina)
Swarzędz – gmina miejsko-wiejska w województwie wielkopolskim, w powiecie poznańskim. W latach 1975–1998 gmina położona była w województwie poznańskim.
Siedziba gminy to Swarzędz.
Według stanu na 2016 rok, gminę zamieszkiwało 48 405 osób. Natomiast według danych z 31 grudnia 2017 roku gminę zamieszkiwało 49 727 osób.
Na terenie gminy funkcjonuje lotnisko Poznań-Kobylnica.

## Podział administracyjny

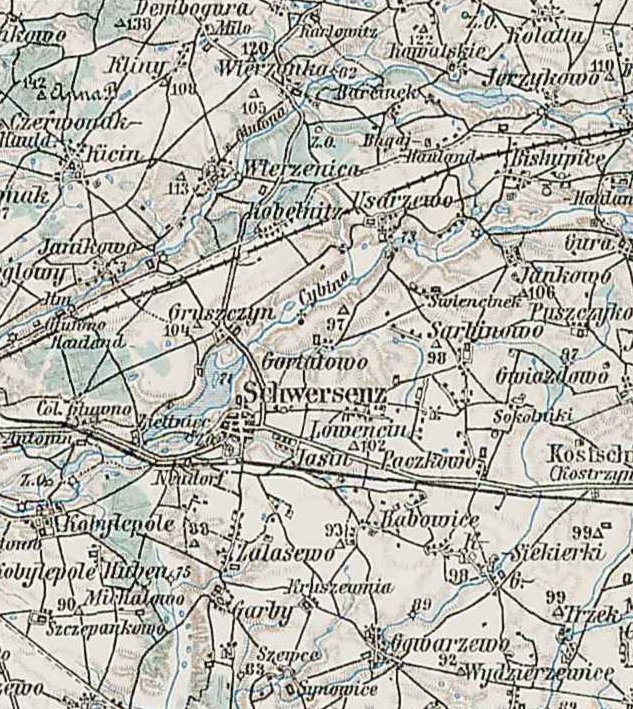
mapa z 1887 roku odpowiadająca obszarowi dzisiejszej gminy

Na terenie gminy znajduje się miasto Swarzędz i dodatkowo wydzielonych zostało 20 sołectw: Bogucin, Garby, Gortatowo, Gruszczyn, Janikowo Dolne, Janikowo Górne, Jasin, Karłowice, Kobylnica, Kruszewnia, Łowęcin, Paczkowo, Puszczykowo-Zaborze, Rabowice, Sarbinowo, Sokolniki Gwiazdowskie, Uzarzewo, Wierzonka, Wierzenica, Zalasewo.
Miejscowości bez statusu sołectwa: Katarzynki, Ligowiec, Mechowo, Święcinek.
Do 31 grudnia 1950 w skład gminy wchodziły również następujące osiedla z gromady Nowa Wieś, które włączono do miasta Poznania:
- Antonin,
- Główieniec,
- Nowy Młyn,
- Zieliniec.

## Struktura powierzchni
Według danych REGIOsetu i GUS-u z roku 2005, gmina Swarzędz ma obszar 101,99 km², w tym:
- użytki rolne: 68,38%
- użytki leśne: 12,95%
- tereny zabudowane: 7,74%

Gmina stanowi 5,37% powierzchni powiatu.

## Środowisko przyrodnicze

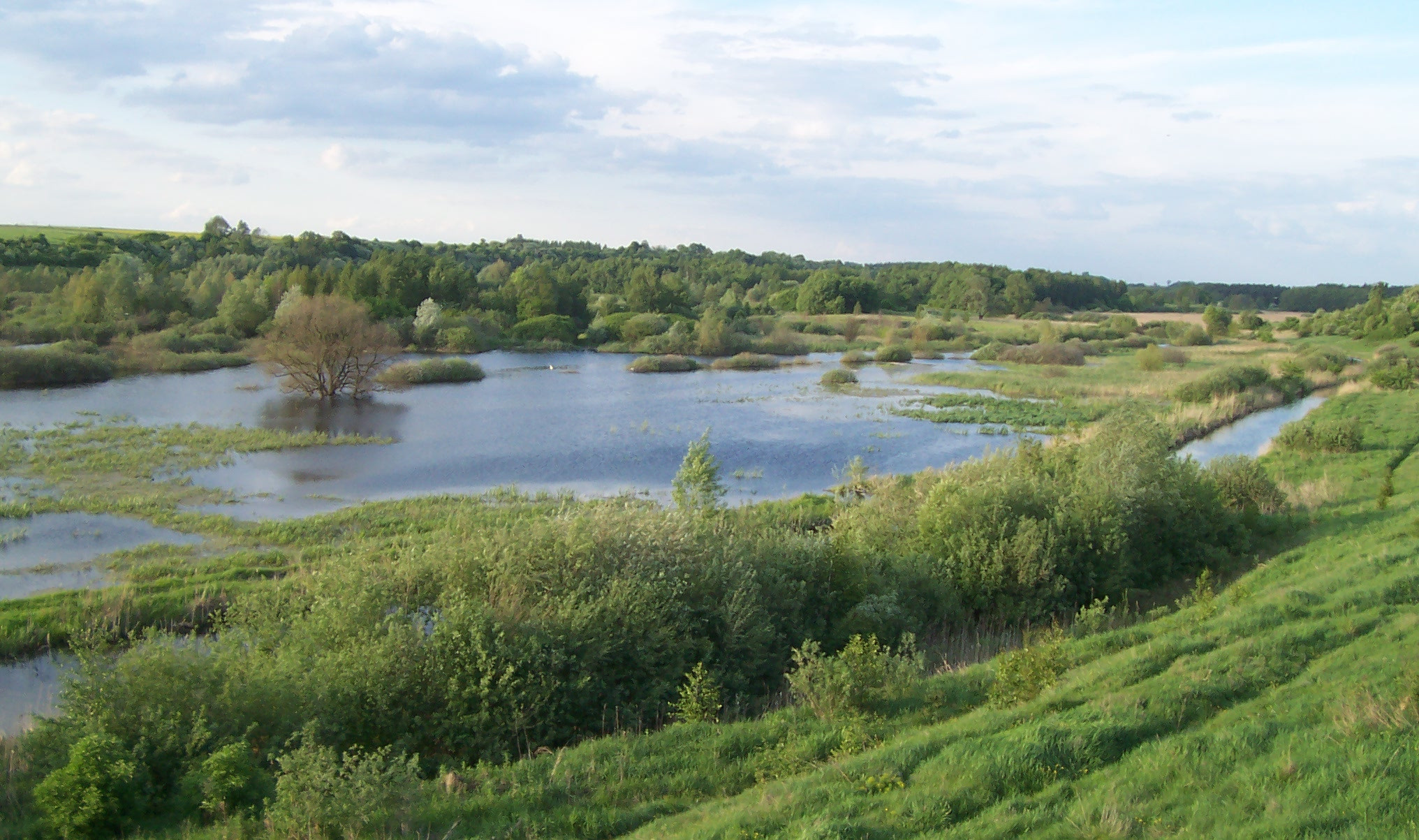
Rozlewisko w dolinie Cybiny w okolicach Gortatowa

Przez gminę przepływają ze wschodu na zachód dwie rzeki: Cybina i Główna, uchodzące na wysokości miasta Poznania do rzeki Warty. Na terenie gminy znajduje się Jezioro Swarzędzkie oraz Jezioro Uzarzewskie, a także liczne pomniejsze zbiorniki wodne. W Katarzynkach znajduje się rajsko.

## Demografia

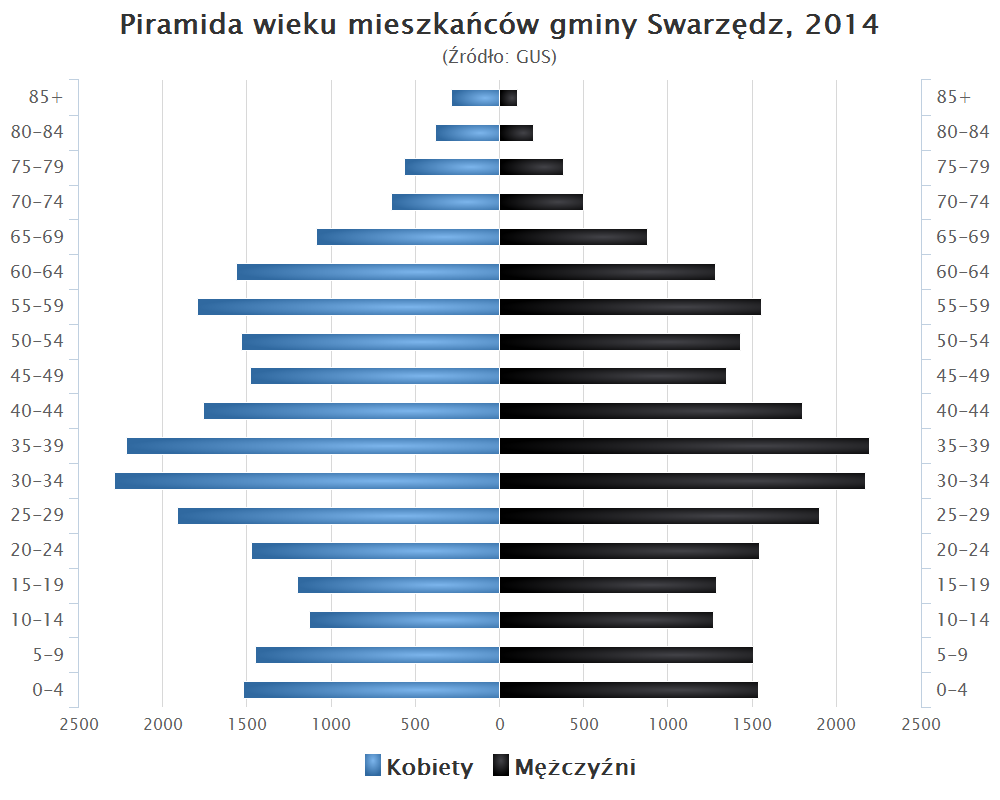
Piramida wieku mieszkańców gminy Swarzędz w 2014 roku

Dane z 31 grudnia 2014:
| Opis                              | Ogółem | Ogółem | Kobiety | Kobiety | Mężczyźni | Mężczyźni |
| --------------------------------- | ------ | ------ | ------- | ------- | --------- | --------- |
| jednostka                         | osób   | %      | osób    | %       | osób      | %         |
| populacja                         | 47 160 | 100    | 22 901  | 48,6    | 24 259    | 51,4      |
| gęstość zaludnienia (mieszk./km²) | 384,8  | 384,8  | 197,7   | 197,7   | 187,1     | 187,1     |

Dane z 31 grudnia 2006:
| Opis                              | Ogółem | Ogółem | Kobiety | Kobiety | Mężczyźni | Mężczyźni |
| --------------------------------- | ------ | ------ | ------- | ------- | --------- | --------- |
| Jednostka                         | osób   | %      | osób    | %       | osób      | %         |
| Populacja                         | 40 891 | 100    | 21043   | 51,46   | 19 848    | 48,54     |
| Gęstość zaludnienia [mieszk./km²] | 401    | 401    | 206,35  | 206,35  | 194,65    | 194,65    |

## Transport
Przez gminę przechodzi droga krajowa nr 92, droga wojewódzka nr 194 (z Poznania do Gniezna) oraz linia kolejowa, prowadzące od granicy polsko-niemieckiej w Słubicach przez Poznań i Warszawę do granicy polsko-białoruskiej w Terespolu.
Gmina posiada własną komunikację autobusową, prowadzoną przez Swarzędzkie Przedsiębiorstwo Komunalne Sp. z o.o. W jej zakres wchodzi 17 linii dziennych (wewnątrzgminnych oraz łączących gminę z Poznaniem, Tulcami w gm. Kleszczewo, Siekierkami Wielkimi w gm. Kostrzyn i Pobiedziskami) oraz jedna linia nocna do Poznania. Na terenie gminy kursują także 5 linii organizowanych przez ZTM Poznań: 416 do Gruszczyna, 425 do Zalasewa, 173 do Bogucina i Janikowa oraz 323 i 388, przecinające gminę w Karłowicach i Wierzonce.

## Oświata
Do 31 sierpnia 2017 na terenie gminy Swarzędz funkcjonowało siedem szkół podstawowych i pięć gimnazjów (również w ramach zespołu szkół), jedno samodzielne liceum oraz dwa zespoły szkół ponadgimnazjalnych:
- Szkoła Podstawowa nr 1 im. Stanisława Staszica w Swarzędzu
- Szkoła Podstawowa nr 4 im. Jana Brzechwy w Swarzędzu
- Szkoła Podstawowa nr 5 im. prof. Adama Wodziczki w Swarzędzu
- Szkoła Podstawowa im. Kawalerów Orderu Uśmiechu w Kobylnicy
- Szkoła Podstawowa w Wierzonce
- Szkoła Podstawowa w Zalasewie
- Gimnazjum nr 1 w Swarzędzu (niepubliczne, Fundacji „Ekos”)
- Gimnazjum nr 2 im. Królowej Jadwigi w Swarzędzu
- Gimnazjum nr 3 im. Polskich Noblistów w Swarzędzu
- Gimnazjum im. Mikołaja Kopernika w Zalasewie
- Zespół Szkół w Paczkowie
  - Szkoła Podstawowa im. św. Jana Pawła II w Paczkowie
  - Gimnazjum im. św. Jana Pawła II w Paczkowie
- I Liceum Ogólnokształcące w Swarzędzu (niepubliczne, Fundacji „Ekos”)
- Zespół Szkół nr 1 im. Powstańców Wielkopolskich w Swarzędzu:
  - Technikum w Swarzędzu
  - Zasadnicza Szkoła Zawodowa w Swarzędzu
  - Zasadnicza Szkoła Zawodowa Specjalna w Swarzędzu
  - I Liceum Ogólnokształcące dla Dorosłych w Swarzędzu
  - Szkoła Policealna nr 1 w Swarzędzu
- Zespół Szkół nr 2 w Swarzędzu:
  - II Liceum Ogólnokształcące im. Tadeusza Staniewskiego w Swarzędzu
  - Liceum Ogólnokształcące dla Dorosłych w Swarzędzu
  - II Szkoła Policealna im. Tadeusza Staniewskiego w Swarzędzu

W wyniku reformy systemu oświaty od 1 września 2017 na terenie gminy Swarzędz funkcjonuje jedenaście szkół podstawowych, jedno samodzielne liceum oraz dwa zespoły szkół ponadpodstawowych:
- Szkoła Podstawowa nr 1 im. Stanisława Staszica w Swarzędzu
- Szkoła Podstawowa nr 2 im. Królowej Jadwigi w Swarzędzu
- Szkoła Podstawowa nr 3 im. Polskich Noblistów w Swarzędzu
- Szkoła Podstawowa nr 4 im. Jana Brzechwy w Swarzędzu
- Szkoła Podstawowa nr 5 im. prof. Adama Wodziczki w Swarzędzu
- Szkoła Podstawowa im. Kawalerów Orderu Uśmiechu w Kobylnicy
- Szkoła Podstawowa im. św. Jana Pawła II w Paczkowie
- Szkoła Podstawowa w Wierzonce
- Szkoła Podstawowa nr 1 im. Mikołaja Kopernika w Zalasewie
- Szkoła Podstawowa nr 2 w Zalasewie
- Szkoła Podstawowa Fundacji „Ekos” w Swarzędzu (dotychczasowe Gimnazjum nr 1 w Swarzędzu – niepubliczne, Fundacji „Ekos”)
- I Liceum Ogólnokształcące w Swarzędzu (niepubliczne, Fundacji „Ekos”)
- Zespół Szkół nr 1 im. Powstańców Wielkopolskich w Swarzędzu:
  - Technikum w Swarzędzu
  - Branżowa Szkoła I Stopnia w Swarzędzu
  - Branżowa Szkoła I Stopnia Specjalna w Swarzędzu
  - III Liceum Ogólnokształcące w Swarzędzu
  - I Liceum Ogólnokształcące dla Dorosłych w Swarzędzu
  - Szkoła Policealna nr 1 w Swarzędzu
- Zespół Szkół nr 2 w Swarzędzu:
  - II Liceum Ogólnokształcące im. Tadeusza Staniewskiego w Swarzędzu
  - II Szkoła Policealna im. Tadeusza Staniewskiego w Swarzędzu

## Sąsiednie gminy
Czerwonak, Kleszczewo, Kostrzyn, Pobiedziska, Poznań